# Sandhausen (kulle i Antarktis)
Sandhausen är en kulle i Antarktis. Den ligger i Östantarktis. Norge gör anspråk på området. Toppen på Sandhausen är 1 608 meter över havet.
Terrängen runt Sandhausen är platt åt nordväst, men åt sydost är den kuperad. Trakten är obefolkad. Det finns inga samhällen i närheten. 